# Grant Hill
Grant Henry Hill (nascut el 5 d'octubre de 1972 a Dallas, Texas), és un exjugador de bàsquet professional que va desenvolupar la seva carrera a l'NBA. Va ser un dels millors jugadors de la seva generació, sovint liderant al seu equip en punts, rebots i assistències, però una plaga de lesions el van afeblir notablement a mitjans de la seva carrera professional.
Va ser escollit en el número 3 del draft de l'NBA de l'any 1994 i en la seva primera temporada va ser escollit millor Rookie(debutant) de l'any -guardó compartit amb Jason Kidd-. Al llarg de la seva carrera ha militat als Detroit Pistons, als Orlando Magic, als Phoenix Suns i als Los Angeles Clippers. Ha estat 7 vegades seleccionat per disputar l'All-Star Game i una vegada seleccionat en el  millor cinc inicial de la lliga.
El dia 1 de juny de 2013 va anunciar la seva retirada del basquetbol professional després de 19 temporades com a jugador.